# Guida acrobatica

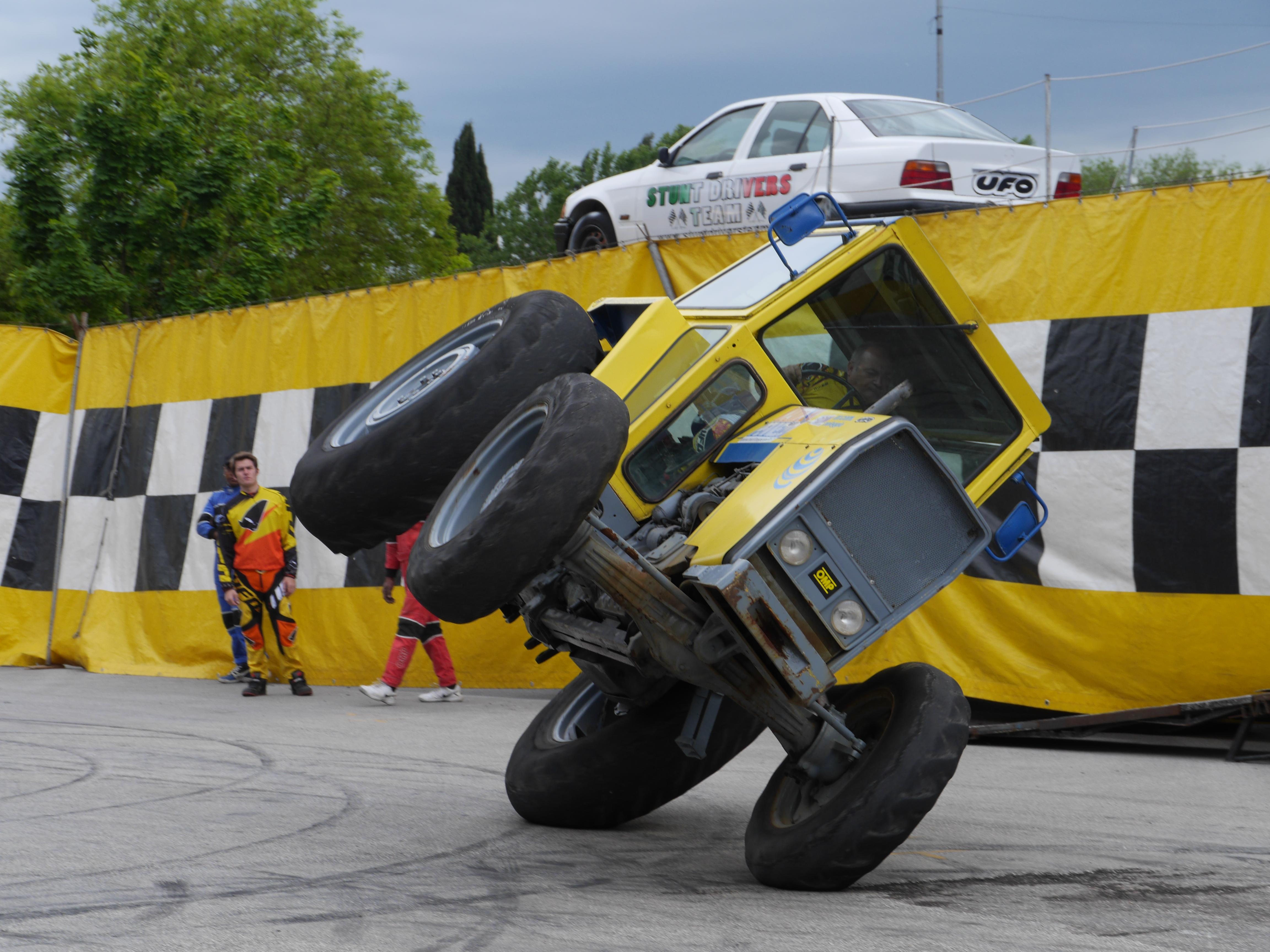
Un due ruote eseguito con un trattore, Stunt Drivers Team a Perugia

La guida acrobatica è una tecnica di guida che consiste nel percorrere un tragitto articolato all'interno di un autopark, con trampolini, curve acrobatiche, salti, due ruote e ostacoli.
La guida acrobatica è una tecnica che ha iniziato a diffondersi solo negli ultimi anni e che richiede una notevole tecnica di guida.

## Descrizione
La guida acrobatica non è uno stile di guida classico, in quanto non trova applicazioni nella vita reale. La guida acrobatica mira solamente alla spettacolarità e all'esibizione della tecnica necessaria per realizzare questo stile di guida.